# Steinach (Badenia-Wirtembergia)
Steinach – miejscowość i gmina w Niemczech, w kraju związkowym Badenia-Wirtembergia, w rejencji Fryburg, w regionie Südlicher Oberrhein, w powiecie Ortenau, wchodzi w skład wspólnoty administracyjnej Haslach im Kinzigtal. Leży w Schwarzwaldzie, nad rzeką Kinzig, ok. 20 km na południe od Offenburga, przy drodze krajowej B33.

## Współpraca
Miejscowości partnerskie:
- Lay-Saint-Christophe, Francja
- Steinach, Turyngia
- Truchtersheim, Francja (kontakty utrzymuje dzielnica Welschensteinach)